# За кулисами (фильм, 1919)
«За кулисами» (англ. Back Stage) — американская короткометражная кинокомедия Роско Арбакла 1919 года с Бастером Китоном в главной роли.

## Сюжет
В этом фильме, Китон, Арбакл, и другие, работают как рабочие сцены, конечно, в театре они пытаются помочь, а в некоторых случаях, держаться подальше от исполнителей. Когда актеры отказываются выступать, рабочих сцены приглашают выполнять их роли.

## В ролях
- Роско «Толстяк» Арбакл — работник сцены
- Бастер Китон — работник сцены
- Эл Сент-Джон — работник сцены
- Чарльз Пост — силач
- Молли Мэлоун — помощник силача